# Юматилла (река)
Юматилла (англ. Umatilla River) — река на северо-востоке штата Орегон (США), левый приток реки Колумбия. Длина реки Юматилла составляет 143 км. 

## География

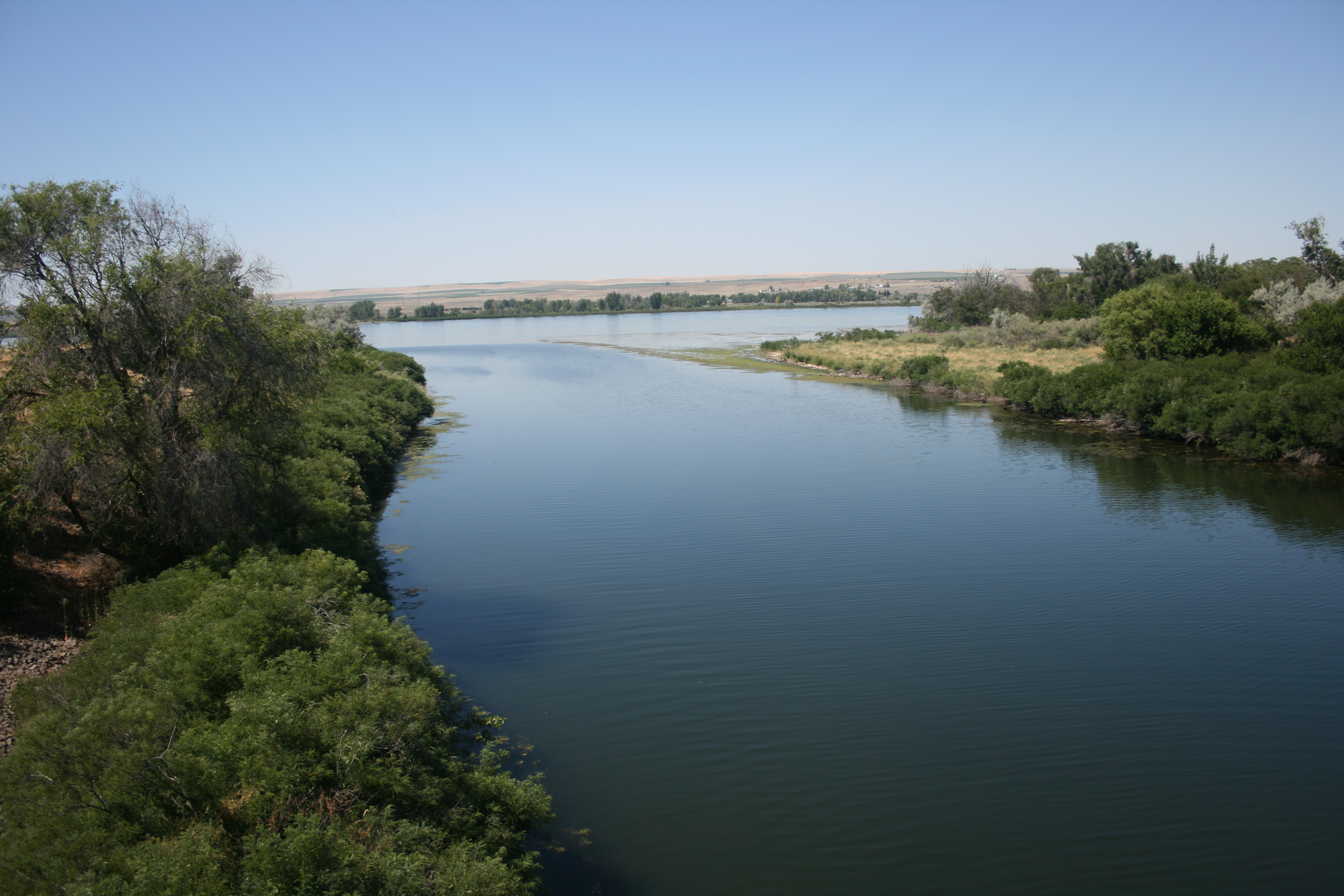
Место впадения реки Юматилла в реку Колумбия

Река Юматилла начинается горах Блу-Маунтинс, в округе Юматилла (Орегон), вблизи населённого пункта Бингем-Спрингс, на высоте 709 м, при слиянии водотоков Норт-Форк-Юматилла и Саут-Форк-Юматилла. После этого река течёт по округу Юматилла преимущественно в западном направлении. На реке находятся города Пендлтон, Хермистон и Юматилла. Река также протекает по территории индейской резервации Юматилла.
Основные притоки — Мичам-Крик (Meacham Creek) в верхнем течении, Уайлдхорс-Крик (Wildhorse Creek), Тьютуилла-Крик (Tutuilla Creek), Мак-Кей-Крик (McKay Creek) и Берч-Крик (Birch Creek) в среднем течении, и Баттер-Крик (Butter Creek) в нижнем течении. Уайлдхорс-Крик является правым притоком, а все остальные указанные притоки — левые. Река Юматилла впадает в реку Колумбия вблизи города Юматилла. 
Площадь водосборного бассейна реки Юматила — 6905 км² (по другим данным, около 6500 км²). Весь бассейн находится на территории штата Орегон. Помимо округа Юматилла, по которому протекает река, бассейн включает в себя части территории округов Юнион, по которому протекает Норт-Форк-Юматилла, и Морроу, по которому протекает Баттер-Крик. 82,9 % водосборного бассейна находятся в округе Юматилла, 16,4 % — в округе Морроу, и 0,7 % — в округе Юнион.
Cредний расход воды в реке Юматилла в её нижнем течении вблизи города Юматилла — 14,1 м³/c (по усреднённым данным 1905—2013 годов). Наибольший средний расход воды был в 2011 году — 33,5 м³/c.

## История
С давних времён в долине реки Юматилла жили индейцы. Первые белые поселенцы прибыли в 1862 году в связи с «золотой лихорадкой». Согласно переписи населения 1870 года, там было уже 2916 поселенцев. Росту населения способствовало строительство железной дороги, которая была введена в строй в 1881 году. В 1880-х годах началось активное развитие сельского хозяйства, которое потребовало значительного количества воды для ирригации. С середины 1920-х до начала 1990-х годов интенсивный забор воды из реки приводил к тому, что летом и осенью она пересыхала в своём нижнем течении. Это отрицательно сказалось на фауне — в реку перестали заходить тихоокеанские лососи и другие рыбы. В результате принятых после этого мер проблема была частично решена — рыба вернулась в Юматиллу. 